# فینال جام اتحادیه فوتبال انگلستان ۱۹۶۴
 فینال جام اتحادیه فوتبال انگلستان ۱۹۶۴، رقابت پایانی جام اتحادیه فوتبال انگلستان در سال ۱۹۶۴ میلادی است که مابین دو تیم باشگاه فوتبال لستر سیتی و باشگاه فوتبال استوک سیتی برگزار شده‌است.
این مسابقه که به صورت رفت و برگشت در تاریخ‌های ۱۵ آوریل ۱۹۶۴ و ۲۲ آوریل ۱۹۶۴ انجام شده‌است با نتیجه ۴ بر ۳ به سود تیم باشگاه فوتبال لستر سیتی به پایان رسید.